# Mistrzostwa Polski w Judo 1960
4. edycja Mistrzostw Polski w judo odbyła się w 1960 roku w Gdańsku.

## Medaliści  mistrzostw Polski

### mężczyźni
| Konkurencja: | Złoto:                              | Srebro:                                      | Brąz:                          |
| -68 kg       | Kazimierz Jaremczak Wybrzeże Gdańsk | Czesław Łaksa Wisła Kraków                   | Im Kuan Sik Wybrzeże Gdańsk    |
| -80 kg       | Ryszard Zieniawa Wybrzeże Gdańsk    | Waldemar Kołaczkowski AZS-AWF Warszawa       | Fryderyk Skoczek MKKF Koszalin |
| +80 kg       | Marian Ulfik Wybrzeże Gdańsk        | Zbigniew Walczak AZS Politechnika Warszawska | Jerzy Grodek AZS-AWF Warszawa  |
| open         | Ryszard Zieniawa Wybrzeże Gdańsk    | Kazimierz Jaremczak Wybrzeże Gdańsk          | Jerzy Grodek AZS-AWF Warszawa  |